# ديريك السابع، كونت هولندا
ديريك السابع من هولندا (توفى 4 نوفمبر، 1203، دوردريخت)، ويعرف أيضاً بDietrich بالألمانية Thierry بالفرنسية، وTheorodic بالإنجليزية، كان كونت مقاطعة هولندا منذ 1190 إلى 1203. كان الابن الأكبر لفلوريس الثالث وAda of Huntingdon.

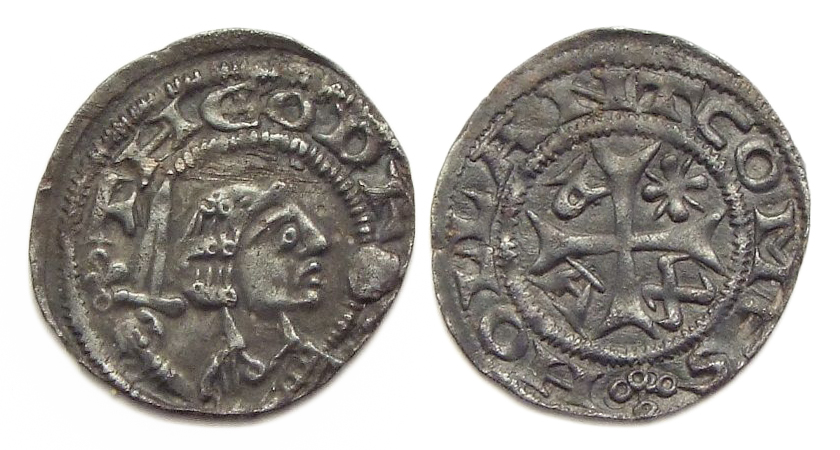
مقاطعة هولندا، بنس من الفضة أو 'kopje'، وعليه نقش تمثال نصفي لديريك السابع

| سبقه فلوريس الثالث | كونت هولندا 1190–1203 | تبعه أدا، كونتيسة هولندا |